# Higuchi Ichiyō
Higuchi Ichiyō (樋口 一葉 2 tháng 5 năm 1872 – 23 tháng 11 năm 1896) là bút hiệu của nhà văn người Nhật Higuchi Natsu (樋口 奈津). Bà là một trong những nhà văn quan trọng đầu tiên thời Minh Trị (1868 – 1912) và là nhà văn nữ chuyên nghiệp đầu tiên của văn chương hiện đại Nhật Bản. Với sở trường là truyện ngắn, nghiệp văn dù khá ngắn ngủi vì tuổi đời bà không dài (24 tuổi) nhưng các tác phẩm của Higuchi Ichiyō đã có những ảnh hưởng nhất định đến nền văn học Nhật Bản và bà vẫn được công chúng đáng giá cao đền ngày nay.

## Tiểu sử
Tên khai sinh của bà là Higuchi Natsu. Bà sinh ra ở Tokyo trong một gia đình vốn làm nông gốc từ Kofu, Yamanashi. Cha bà đã vật lộn để mua tước vị samurai quèn nhưng lại thành công cốc vì hệ thống giai cấp bị xoá bỏ dưới thời Minh Trị.
Năm 1881, khi bà 9 tuổi, bà tốt nghiệp tiểu học Oume và tốt nghiệp thủ khoa sau 2 năm. Năm 14 tuổi, bà bắt đầu học thi ca cổ điển ở Haginoya, một trong những trường dạy làm thơ danh giá nhất nhờ vào tư tưởng tiến bộ của người cha. Tại đây, hằng tuần có những tiết học về thơ của các thi sĩ thời Heian và các bài giảng về văn học Nhật. Xuất thân bình dân làm bà luôn cảm thấy lạc lõng với các học sinh đến từ các gia đình giàu có khác. Không những thế, bà còn bị cận thị, nhỏ con và tóc thưa. Tuy nhiên, không vì vậy mà năng khiếu của bà bị ảnh hưởng.
Ý định viết văn của Higuchi Ichiyō bắt đầu thành hình khi bà bắt đầu viết nhật ký một cách nghiêm túc. Cuốn nhật ký miêu tả sự tự ti, e dè và cái nghèo của gia đình dần trở nên dày đến hàng trăm trang.

## Sự nghiệp văn học
Sau khi cha mất năm Ichiyo 17 tuổi, hôn ước của Ichiyo và Shibuya Saburō bị hủy bỏ do gia đình bà lâm vào cảnh nợ nần, không kham nổi món tiền cưới quá cao theo yêu cầu của nhà trai. Bà, mẹ và em gái làm may vá, giặt mướn và nhiều công việc khác để kiếm sống qua ngày. Sau khi chứng kiến bạn học của mình - Miyake Kaho - thành danh, Higuchi quyết chí trở thành nhà văn để phụ giúp gia đình. Bút hiệu Ichiyō (一葉 Nhất Diệp) được bà sử dụng từ năm 1891 có nghĩa là "một chiếc lá", ám chỉ đến cọng lau đơn độc mà Bồ đề Đạt Ma dùng để vượt sông Dương Tử.
Những truyện đầu tiên ra đời khoảng của bà chịu nhiều ảnh hưởng từ thơ ca thời kì Heian, với tình tiết và phát triển nhân vật thì ít mà cảm xúc tư tưởng thì nhiều. Tuy nhiên, đến truyện Umoregi ("Sự mờ nhạt") đăng trên tạp chí Miyako no Hana ("Hoa thủ đô") năm 1892, bà mới bắt đầu được công nhận là một nhà văn mới hứa hẹn.
Năm 1893, ba mẹ con Higuchi Ichiyō chuyển đến sống ở gần khu đèn đỏ Yoshiwara khét tiếng ở Tokyo. Thời gian sống tại nơi này đã cung cấp cho bà chất liệu cho các truyện ngắn sau này như Takekurabe (nghĩa là "So vai", bản dịch của An Nhiên là "Một mùa thơ dại"). Trong giai đoạn văn nghiệp chín mùi (1894 – 1896), bà không chỉ chịu ảnh hưởng từ trải nghiệm sống gần khu đèn đỏ, suy nghiệm về thân phận phụ nữ mà còn từ Saikaku Ihara, một nhà văn sống ở thế kỷ 17 với tư tưởng đưa cả những nhân vật thấp kém, hèn mọn vào văn chương của mình. Những truyện trong giai đoạn này gồm có "Ōtsugomori" (Ngày cuối năm), "Nigorie" (Khe nước đục), "Wakare-michi" (Những ngả rẽ), "Jūsan'ya" (Đêm mười ba) and "Takekurabe" (Một mùa thơ dại). Hai truyện sau được xem là những áng văn hay nhất của bà.
Về cuối đời, bà mắc bệnh lao giống như cha và anh trai mình nên đã mất ngày 23 tháng 11 năm 1896, hưởng dương 24 tuổi. Tuy cuộc đời ngắn ngủi, bà đã để lại một lượng tác phẩm đáng kể. Tất cả là 21 tập tiểu thuyết ngắn và gần 4000 bài thơ tanka. Ngoài ra bà còn có một tập sách dạy phụ nữ viết thư (nhan đề Tsūzoku shokanbun, có giá trị văn học đáng kể) cũng như một số tùy bút. Đó là chưa kể tập nhật ký bà ghi chép mọi việc xảy ra từ tuổi 15 cho đến lúc cuối đời.

## Những nhân vật có vai trò quan trọng với tác giả

### Cha bà
Ông là người đã phát hiện tài năng của Higuchi Ichiyō và cho bà theo học làm thơ nhằm phát huy năng khiếu của bà.

### Nakarai Tōsui
Nhà văn và nhà báo tờ Mainichi, Nakarai Tōsui đã nhận Higuchi Ichiyō làm đệ tử và bà bắt đầu viết tiểu thuyết năm bà 19 tuổi. Ông là người lập nên tạp chí Musashino, nơi mà bà đăng những sáng tác đầu tay như "Anh đào đêm", "Mưa tháng năm", "Dải dây thắt ống tay áo". Bà đem lòng yêu Nakarai nhưng tình cảm của bà không được đền đáp. Bên cạnh đó, do những điều tiếng riêng tư xung quanh Nakarai Tōsui mà hai người cắt đứt liên lạc nhau, vì thế Higuchi bị mất cảm hứng sáng tác suốt một thời gian dẫu cho tên tuổi bà đã được hai tạp chí danh tiếng để ý tới (Miyako no Hana và Bungakkai) và các truyện của bà ("Umoregi", "Akatsukiyo", "Yuki no Hi") lần lượt được đăng và gây tiếng vang nhất định trên hai tạp chí này. 

### Tạp chí Bungakukai
Nhờ làm việc bên những nhà văn chịu ảnh hưởng văn học ngoại quốc của nhóm tạp chí Bungakukai (文學界, văn các học giả) như Kitamura Tōkoku (1868-1894), Shimazaki Toson (1872-1943), Ueda Bin (1874-1916)… mà bà có cơ hội phát triển khả năng của mình cùng với vốn liếng văn học cổ điển Nhật Bản và văn học cận đại thời Edo được học từ trước nữa.

## Tác phẩm chọn lọc

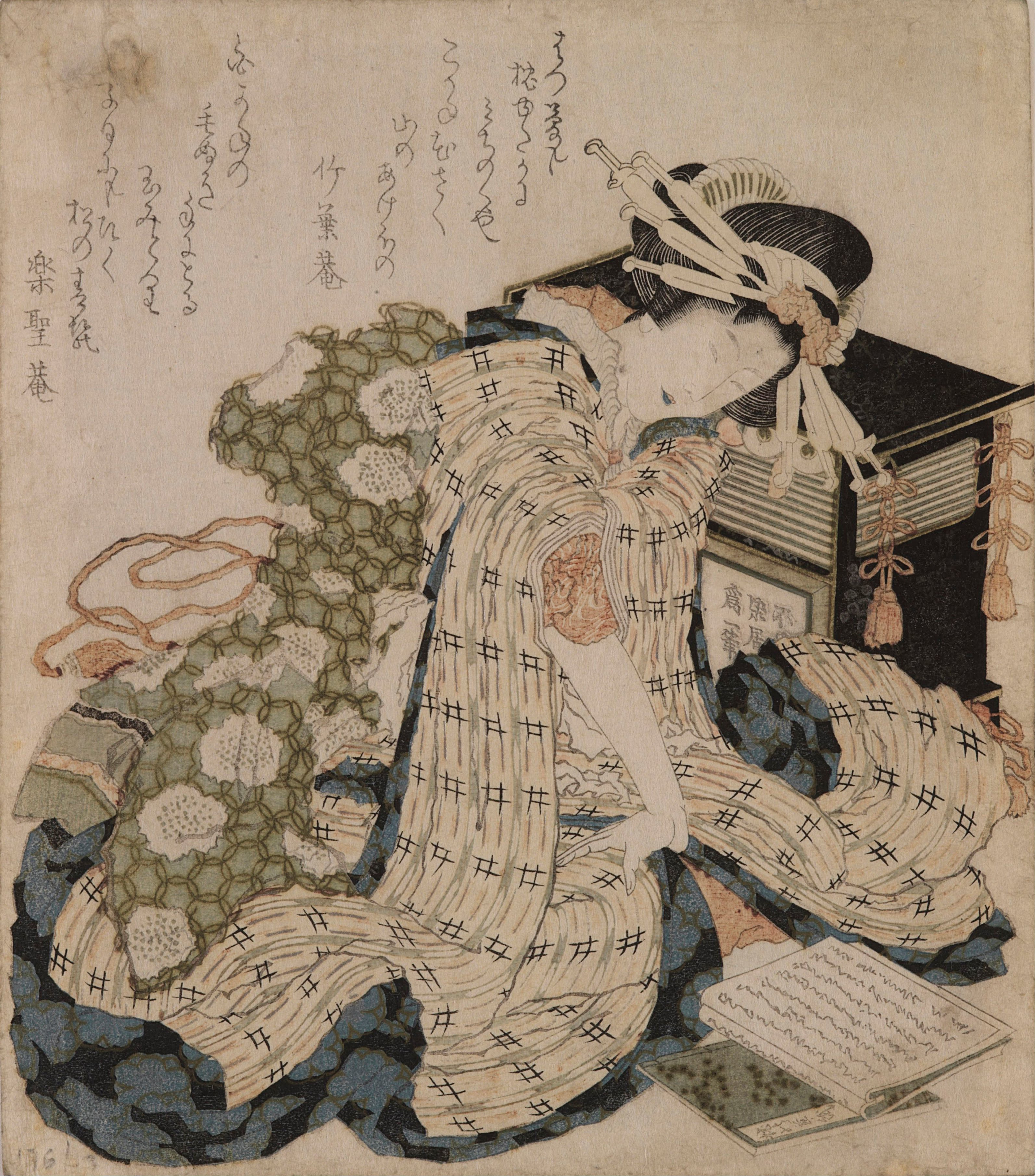
Cuốn Một mùa thơ dại, tập hợp 4 truyện ngắn của Higuchi Ichiyō xuất bản ở Việt Nam sử dụng bức Courtesan Asleep của Hokusai làm hình bìa.

- "Anh đào đêm" (闇桜, Musashino 3/1892）
- "Giọt sương chia ly" (別れ霜, "Kaishin" 4/1892）
- "Dải dây thắt ống tay áo" (たま欅, Musashino 4/1892）
- "Mưa tháng năm" (五月雨, Musashino 7/1892）
- "Kyōdzukue" (経づくえ, Koyo Shimpō 10/1892）
- "Sự mờ nhạt", "Cuộc đời vùi chôn" (うもれ木, Miyako no Hana 11/1892）
- "Đêm trăng đỏ" (暁月夜, Miyako no Hana 2/1893）
- "Ngày tuyết" (雪の日3/1893 Bungakukai）
- "Tiếng đàn" (琴の音, Bungakukai 12/1893）
- "Hanagomori" (花ごもり, Bungakukai 2/1894）
- "Đêm tối" (暗夜, Bungakkai 7/1894）
- "Ngày cuối năm" (大つごもり, Bungakukai 12/1894）
- "Một mùa thơ dại" (たけくらべ, Bungakukai 1/1895 – 1/1896）
- "Nokimoru Tsuki" (軒もる月Mainichi Shimbun 4/1895）
- "Mây trôi đi" (ゆく雲, Taiyou 5/1895）
- "Ve sầu" (うつせみ, Dokubai Shimbun 8/1895）
- "Khe nước đục" (にごりえ, Bungei Kurabu 9/1895）
- "Đêm mười ba" (十三夜, Bungei Kurabu 12/1895）
- "Đứa trẻ này" (この子, Nippon naikatei 1/1896年）
- "Những ngả rẽ" (わかれ道, Kokumin notomo 1/1896)
- "Urashi" (裏紫,Shinbundan 2/1896）
- "Warekara" (われから, Bungei Kurabu 5/1896）

### Bản dịch tiếng Việt
- Một mùa thơ dại (Phương Nam Book & Hội nhà văn gồm năm truyện "Anh đào đêm", "Đêm mười ba", "Khe nước đục", "Một mùa thơ dại".

## Vinh danh

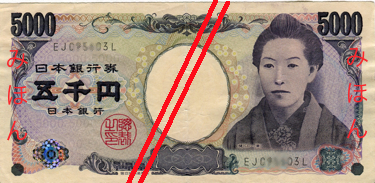

Năm 2004, hình ảnh bà được đưa vào tờ tiền mệnh giá 5000 yên Nhật. Bà trở thành người phụ nữ thứ ba được vinh danh trên một tờ tiền, sau Thiên hoàng Jingū (1881) và Murasaki Shikibu (2000). Vì hình hai nhân vật kia chỉ là hình vẽ, bà là phụ nữ đầu tiên được đưa hình chính thức lên tiền Nhật. Những truyện nổi tiếng nhất và kể cả cuộc đời bà cũng được chuyển thể thành phim.